# Mistrzostwa Europy seniorów w szachach
Mistrzostwa Europy seniorów w szachach – rozgrywane od roku 2001 zawody, mające na celu wyłonienie mistrzyni Europy szachistek powyżej 50. roku życia oraz mistrza Europy szachistów powyżej 60. roku życia. W 2014 r. zmieniono kryteria wiekowe, od tego roku medale przyznawane są dwóch grupach wiekowych – powyżej 50 i 65 lat (zarówno wśród kobiet, jak i mężczyzn). 
Wśród dotychczasowych zwycięzców znajdują się byli pretendenci do tytułu mistrza świata: Jelena Fatalibekowa i Borislav Ivkov. Spośród reprezentantów Polski największe sukcesy w tych rozgrywkach odniosła Hanna Ereńska-Barlo, która dwukrotnie (2002, 2005) zdobyła tytuły mistrzyni Europy.
Z powodu szerokiego znaczenia słowa "senior" w terminologii sportowej, mistrzostwa te nazywane są również mistrzostwami "weteranów".

## Lista medalistów
| Lp | Rok / Miasto         | Mężczyźni | Kobiety |
| -- | -------------------- | --- | --- |
| 1  | 2001 Saint-Vincent   | 1. Jakow Murej 2. Stefano Tatai 3. Mark Tajmanow                                                                                                  | 1. Valeria Dotan 2. Kira Zworykina 3. Giuliana Fittante |
| 2  | 2002 Saint-Vincent   | 1. Vladimir Bukal 2. Jānis Klovāns 3. Jakow Murej                                                                                                 | 1. Hanna Ereńska-Barlo 2. Valeria Dotan 3. Marisa Cucoch                                                                                                   |
| 3  | 2003 Saint-Vincent   | 1. Siniša Joksić 2. Jakow Murej 3. Mark Tajmanow                                                                                                  | 1. Vlasta Maček 2. Natalia Biełajewa 3. Tamara Sorokina |
| 4  | 2004 Arvier          | 1. Mark Cejtlin 2. Vlastimil Jansa 3. Jānis Klovāns                                                                                               | 1. Radmiła Popiwoda 2. Ludmiła Saunina 3. Vlasta Maček |
| 5  | 2005 Bad Homburg     | 1. Mark Cejtlin 2. Jānis Klovāns 3. Jakow Murej                                                                                                   | 1. Hanna Ereńska-Barlo 2. Nona Gaprindaszwili 3. Radmiła Popiwoda                                                                                          |
| 6  | 2006 Davos           | 1. Borislav Ivkov 2. Mark Cejtlin 3. Vlastimil Jansa                                                                                              | 1. Valeria Dotan 2. Aleksandra Szetoperowa 3. Tatiana Fomina                                                                                               |
| 7  | 2007 Hockenheim      | 1. Nuchim Raszkowski 2. Algimantas Butnorius 3. Jakow Murej                                                                                       | 1. Jelena Fatalibekowa 2. Tatiana Fomina 3. Hanna Ereńska-Barlo                                                                                            |
| 8  | 2008 Davos           | 1. Mark Cejtlin 2. Witalij Cieszkowski 3. Mišo Cebalo                                                                                             | 1. Jelena Fatalibekowa 2. Tamāra Vilerte 3. Tatiana Woronowa                                                                                               |
| 9  | 2009 Rogaška Slatina | 1. Witalij Cieszkowski 2. Algimantas Butnorius 3. Anatolij Szwiedczikow                                                                           | 1. Ludmiła Saunina 2. Tamara Sorokina 3. Margarita Komiszewa                                                                                               |
| 10 | 2010 Saloniki        | 1. Witalij Cieszkowski 2. Wiktor Kuprejczyk 3. Giennadij Timoszczenko                                                                             | 1. Tamara Chmiadaszwili 2. Jelena Fatalibekowa 3. Ludmiła Saunina                                                                                          |
| 11 | 2011 Courmayeur      | 1. Mihai Șubă 2. Władimir Ochotnik 3. Giennadij Timoszczenko                                                                                      | 1. Nona Gaprindaszwili 2. Galina Strutinska 3. Tamara Chmiadaszwili                                                                                        |
| 12 | 2012 Kowno           | 1. Nikołaj Puszkow 2. Wiktor Kuprejczyk 3. Jewgienij Moczałow                                                                                     | 1. Tatiana Fomina 2. Galina Strutinska 3. Nona Gaprindaszwili                                                                                              |
| 13 | 2013 Płowdiw         | 1. Mark Cejtlin 2. Jewgienij Swiesznikow 3. Nikołaj Puszkow                                                                                       | 1. Margarita Wojska 2. Galina Strutinska 3. Tamara Chmiadaszwili                                                                                           |
| 14 | 2014 Porto           | powyżej 65 lat 1. Nico Schouten 2. Władimir Beznosikow 3. Aleksander Kuindżi powyżej 50 lat 1. Keith Arkell 2. Jewgienij Kaliegin 3. Zurab Sturua | powyżej 65 lat 1. Walentina Kozłowska 2. Nona Gaprindaszwili 3. Ludmiła Cifanska powyżej 50 lat 1. Tatiana Fomina 2. Ciala Kasoszwili 3. Galina Strutinska |